# Национальная партия (Гаити)
Национальная партия (фр. Parti National) была либеральной политической партией Гаити, существовавшей с 1870 по 1957 год. Партия была сформирована как представляющая чёрное большинство в стране, находясь в оппозиции Либеральной партии, в которой преобладали мулаты. Она поддерживала бесправные сельские массы и чернокожее большинство, осуждала контроль мулатов над политическими и экономическими интересами Гаити и оспаривала веру либералов в то, что в стране нет расовых предрассудков. Однако, как и либералы, Национальная партия твердо настаивала на том, чтобы Гаити управляли элитные кадры из образованных людей. Из числа её членов в 1879 году первым президентом страны стал Луи Саломон, а последним — Танкред Огюст, покинувший пост в 1913 году.